# Fannia ungulata
Fannia ungulata är en tvåvingeart som beskrevs av Chillcott 1961. Fannia ungulata ingår i släktet Fannia och familjen takdansflugor. Inga underarter finns listade i Catalogue of Life.